# Sceau de Minneapolis

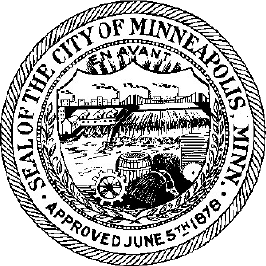
Sceau de Minneapolis.

Le Sceau de Minneapolis est le sceau officiel de la ville américaine de Minneapolis (Minnesota, États-Unis). 
Il fut adopté par le conseil municipal de la ville le 5 juin 1878. Le sceau consiste en un bouclier centré sur une forme ronde. Il contient un panorama dessiné des chutes de Saint Anthony, de l'ancien pont suspendu au-dessus du Mississippi, de moulins et enfin en arrière-plan d'une vue de Minneapolis.  
Au premier plan, on distingue divers outils agricoles symbolisant l'essentiel de l'activité économique de la région à l'époque. En haut du dessin, le terme français "En avant" qui est la devise de la ville est inscrit et mis en valeur par des rayons lumineux. Ce symbole de Minneapolis est exclusivement en noir et blanc, contrairement à d'autres sceaux colorés comme le sceau de la Californie.